# Кайпора

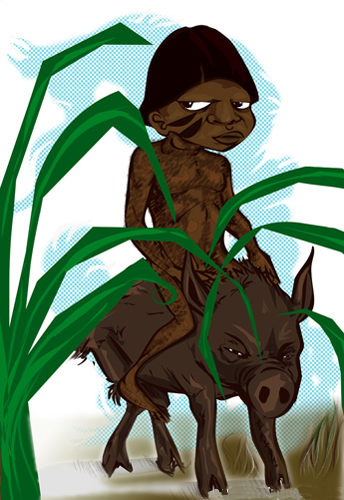
Каипора на кабане или пекари

Кайпора (порт. Caipora), также курупира, куипора — персонаж бразильского фольклора, лесной дух из мифологии индейцев тупи-гуарани.

## Описание
Каипора антропоморфный (часто изображается как темнокожая индейская девочка или мальчик либо карлик), вооружён длинной железной рогатиной, и часто ездит верхом на кабане, издавая свист или гнусавые крики. Подстреленных кабанов он оживляет своей рогатиной. Иногда ступни каипоры изображаются задом-наперёд, либо половина тела невидима, но каипора может появляться и в образе обычного человека. Может пожирать все живое, от насекомых до людей. Наказывает браконьеров и всех, кто убивает излишне много животных, а также тех, кто охотится в пятницу, в воскресенье и по праздникам. Боится света и огня. Если его умилостивить дарами, особенно курительным табаком, то он может способствовать удачной охоте.

## В культуре
- В серии романов о Гарри Поттере кайпора охраняет бразильскую магическую школу.
- Слово «кайпора» и его производные используются в Бразилии для обозначения трудного периода в жизни.
- Caipora и Caipora bambuiorum — вымерший род и единственный входивший в него вид обезьян подсемейства Atelinae.